# Шмидт, Анни
Анна Мария Гертруда Шмидт (в другой транскрипции Смидт; нидерл. Anna Maria Geertruida Schmidt, обычно называемая Annie M. G. Schmidt, МФА: [ˈɑni ˈɛm ˈɣeː 'ʃmɪt]; 20 мая 1911[…], Капелле, Зеландия — 21 мая 1995[…], Амстердам) — нидерландская писательница, первый лауреат Государственной премии Нидерландов за лучшую книгу для детей и юношества (1964), лауреат Золотой медали имени Х. К. Андерсена (1988).

## Биография

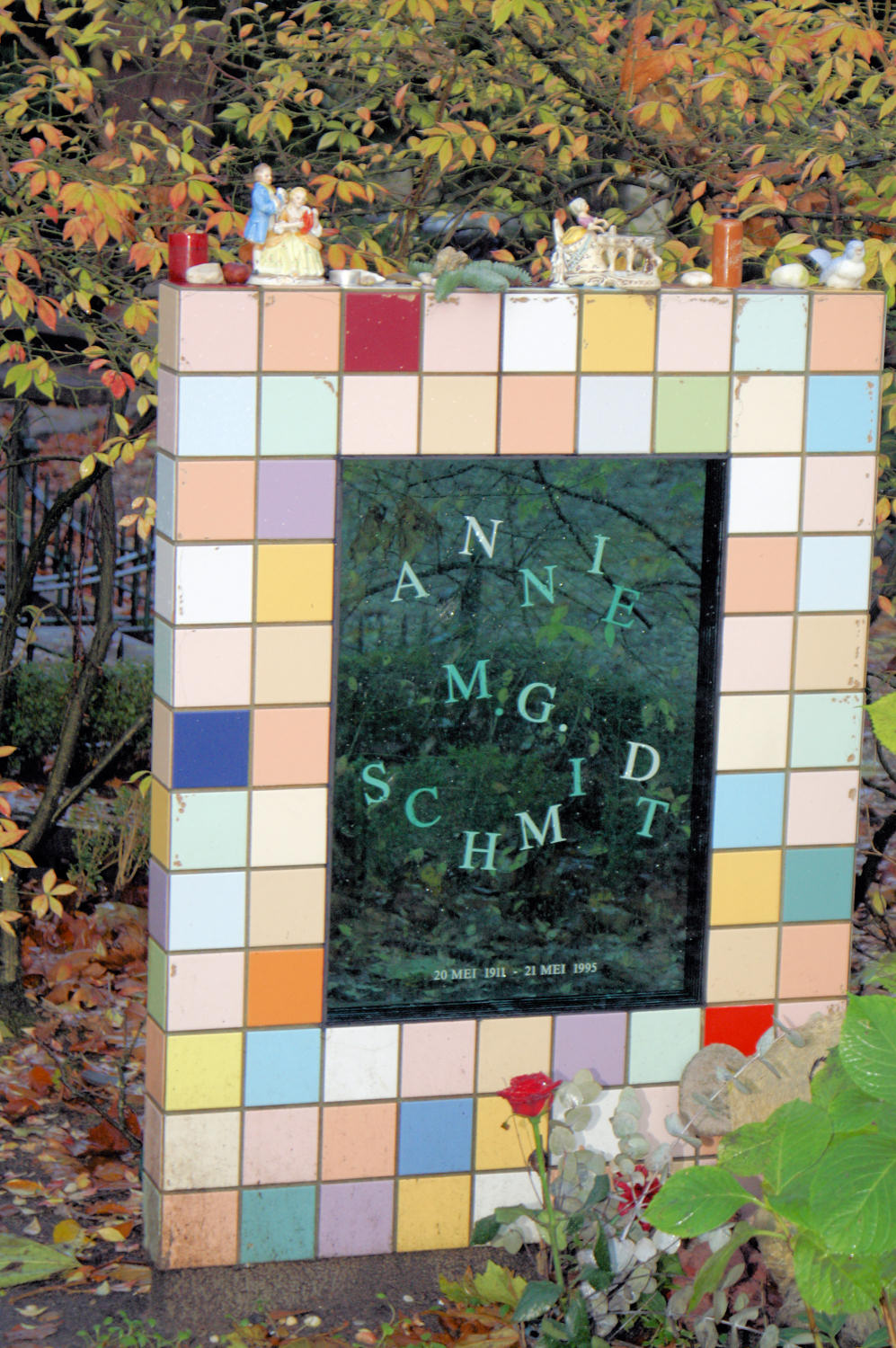
Надгробие на могиле писательницы

Анни Шмидт родилась в 1911 году в семье пастора реформатской церкви. Но отец не навязывал детям религиозных убеждений, был человеком просвещенным, любителем поэзии Гёте и прозы Конан Дойла. Анни уже в 6 лет отвернулась от церкви, выросла убежденной атеисткой, но никогда не разоблачала религию. Девочка выросла на сказках Андерсена, они-то навсегда и остались для неё мерилом всех человеческих ценностей. Анни Шмидт видела в них неизмеримую глубину и значимость.
Когда Анни окончила школу, родители послали её в Германию к тетушкам, чтобы она там научилась домоводству. Оттуда домой она писала такие интересные письма, что уже тогда можно было угадать в ней писательницу. В это время в Германии пришли к власти нацисты. Родители срочно забрали Анни домой. Послали учиться её на библиотечные курсы. Сначала ей показалось, что это очень скучно. Но потом она поняла, какая это интересная профессия, и очень скоро стала директором очень крупной библиотеки. Но её тянуло писать. И во время нацистской оккупации Нидерландов стихи Анни Шмидт появляются в детском разделе нидерландской подпольной газеты.
21 мая 1995 года, на следующий день после своего 84-летия, Анни Мария Гертруда Шмидт покончила жизнь самоубийством (эвтаназия). Похоронена в Амстердаме.

## Творчество

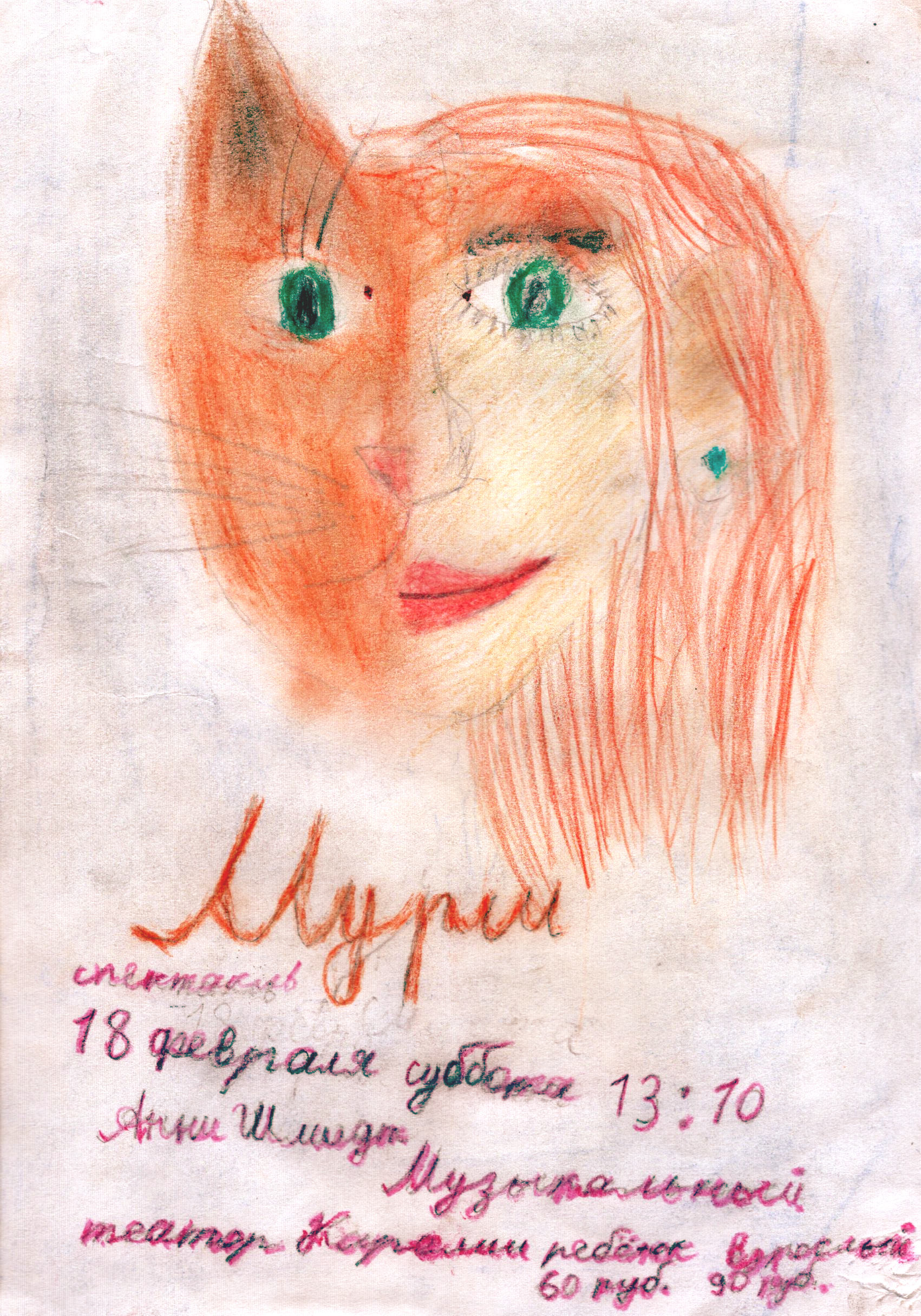
Афиша к школьному спектаклю «Мурли» по сказочной повести Анни Шмидт, 2023 год

После Второй мировой войны Анни Шмидт начала писать книги для детей. В 1950 году вышла первая книги стихов «Чайник со свистком». Вскоре Шмидт начала писать серию рассказов для маленьких «Йип и Яннеке» (1953—1960, в русском переводе известны как «Саша и Маша»). Эти рассказы вошли в Золотой фонд нидерландской детской литературы.
Все написанное ею произвело переворот в детской литературе Нидерландов. Писательница внесла в литературу столько нового как в содержании, так и в формах произведений для детей, что её книги сравнивали с бунтом против устоявшегося.
Позже, на вручении ей государственной премии Нидерландов Анни Шмидт скажет: «Только правда и ни слова лжи». И действительно, все, что ею написано — правда, несмотря на самые фантастические ситуации в её произведениях.
По тому, как она умеет сочетать в своих стихах и сказках фольклорные мотивы, реализм, фантастику, юмор, творчество Анни Шмидт можно сравнивать с произведениями Андерсена, Линдгрен, Туве Янссон. Все её произведения оптимистичны, ярки. Кажется, что она употребляет в своих строчках «несочетаемые слова»: «Мороженого страшное количество Умяло королевское величество».
Она стала известной писательницей. И все, что она писала, совсем было другим, чем писалось до неё. До неё детям писали скучно, неинтересно. Она ворвалась в литературу умными, озорными книгами с невероятными приключениями и превращениями. В её сказках пруд может наполняться газированной водой, курица нести разноцветные яйца, лошадь играть на скрипке и т. д. и т. п.
Однажды ей пришлось отказаться от очень выгодного заказа. Писательницу попросили написать серию детских книг для чтения в младших классах, но с условием, чтобы в них не было никакой выдумки, никаких сказок, только «чистый реализм». У Анни Шмидт ничего не получилось. Она никак не могла понять, почему надо так скучно учить детей в школе.
Анни Шмидт верила в детей, хорошо их знала, всегда была на их стороне, сама была в душе ребёнком. Она прославила свою родину. В Нидерландах её называют «Королевой отечественной детской литературы». Во всех её произведениях много юмора. Не случайно её называют самой остроумной бабушкой в мире.

## Обращение к Андерсену
Когда её пригласили на вручение Золотой медали премии имени Х. К. Андерсена в Осло (столицу Норвегии) в 1988 году, она приготовила речь (такой порядок в этой церемонии). Её необычностью было обращение писательницы к Хансу Кристиану Андерсену (которого уже больше ста лет не было на свете):

Дорогой Ханс Кристиан, я получила твою премию! Надо ли говорить, как я счастлива, я была гадким утёнком очень-очень долго, а теперь я старый гадкий лебедь. Но все-таки лебедь! Всегда твоя, с уважением, Анни.
А дальше Анни Шмидт прочитала ответ Андерсена:
Дорогая Анни, поздравляю тебя с получением моей премии!.. Только не пиши пьес. Я пробовал, и у меня ничего не вышло. Так что держись за свои дурацкие сказочки, как я… Увидимся, твой друг Х. К. Андерсен.